# Crac del 29
El Crac del 1929, també anomenat la caiguda de la Borsa de Wall Street, representa la fallida del mercat de valors que va ocórrer a final d'octubre de 1929, que es considera el pitjor esdeveniment econòmic de la història. Va començar el 24 d'octubre, anomenat Dijous negre i va continuar fins al 29 d'octubre de 1929, anomenat Dimarts negre, quan el valor de les accions en la Borsa de Nova York (New York Stock Exchange) va baixar de forma imparable. De fet, els darrers dies varen viure una agitació del mercat amb fortes vendes provocades per pànic intercalat amb períodes breus de recuperació. Va ser l'inici de l'època denominada com la Gran Depressió.

## Història

Evolució de l'índex Dow Jones durant el Crac del 29

El 3 de setembre de 1929, l'índex Dow Jones arribava a un màxim de 381 punts. El 21 d'octubre, al Senat es rebutja una esmena per a imposar aranzels sols a les importacions agrícoles. Tres dies després la borsa patia el seu primer sotrac. Es batia el rècord de 1,9 milions d'accions negociades en un dia. El mercat estava pres pel pànic. Abans de migdia del Dijous Negre, ja hi havia hagut onze suïcidis d'importants inversors.
A migdia del 24 d'octubre uns quants banquers de Wall Street es reuneixen per a trobar una solució. El grup incloïa Thomas W. Lamont, cap en funcions del Morgan Bank; Albert Wiggin màxim executiu del Chase National Bank i Charles E. Mitchell, president del National City Bank. Escolliren Richard Whitney, vicepresident de la borsa de Nova York, per a actuar en el seu nom. Amb el suport dels recursos financers dels tres bancs, Whitney mirà d'adquirir un paquet important d'accions de la US Steel a un preu ben per damunt del de mercat. Per a no aixecar sospites entre els operadors, Whitney fa ofertes similars en altres títols de referència. Tot i que aquesta tàctica havia acabat amb una crisi anterior, el Pànic de 1907, aquesta vegada només va tornar l'estabilitat al mercat temporalment. Durant el cap de setmana, els esdeveniments eren recollits àmpliament per tots els diaris. El dilluns, 28 d'octubre, els inversors decidien sortir del mercat i la caiguda continuava amb un rècord de pèrdua del Dow Jones d'un 13% en una sessió.
William C. Durant, magnat del sector automobilístic (va fundar General Motors), es va reunir amb membres de la família Rockefeller i altres gegants financers per a comprar grans quantitats d'accions i demostrar al públic la seva confiança en el mercat, però el seu esforç va fracassar. L'índex Dow Jones tornà a batre un rècord i va caure un 12% amb 16,4 milions d'accions negociades. Després del Crac, l'índex continuaria baixant fins a arribar als 241,22 punts el 8 de juliol de 1932. Era l'índex més baix que la borsa havia tingut des del segle xix, i no recuperaria el seu nivell de cotització fins a novembre de 1954, gairebé un quart de segle després.

## Causes

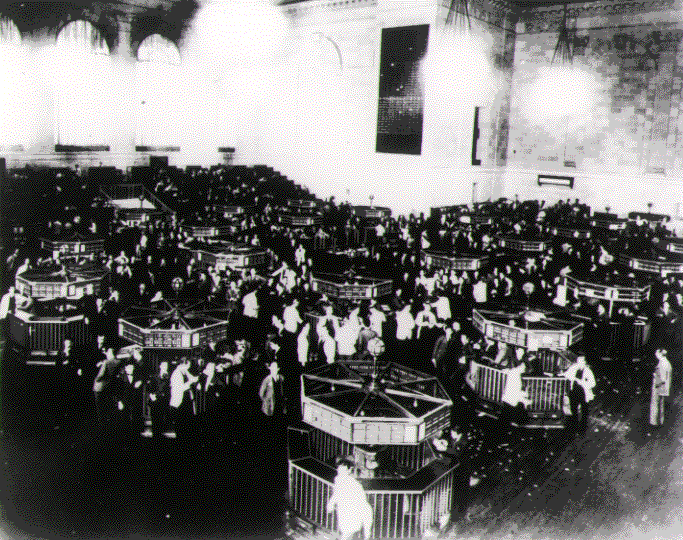
Fotografia de la borsa de Nova York el 1930, després del crac del 1929

La venda de bons de guerra del govern dels Estats Units durant la Primera Guerra Mundial va atraure a les inversions a molta gent, doncs el tipus d'interès va continuar a la dècada de 1920, i quan els rics tenien enormes beneficis amb la compra i venda d’accions. La caiguda venia després d'un boom especulatiu format al final de la dècada de 1920, que havien portat a milions d'americans a invertir fortament en borsa, fins i tot amb préstecs aconseguits especialment per a tal fi. La pujada contínua dels preus de les accions animava més gent a invertir, confiant que les accions augmentarien més, provocant així noves pujades, i creant una bombolla econòmica.
El 24 d'octubre de 1929, amb el Dow Jones a 381.17, (el seu tercer màxim des de setembre), la bombolla finalment va esclatar i començà el pànic de la gent que desesperadament intentava desfer-se de les seves accions abans que no valguessin res. Els bancs que havien concedit crèdits per a finançar la compra d'accions es trobaven igualment endeutats, i molts varen acabar en fallida. Mentre que milions de persones perdien els seus estalvis, els negocis perdien les seves línies de crèdit i els seus clients i, finalment, estaven forçats al tancament que, alhora, provocava una desocupació massiva.
Tot això no feia sinó empitjorar una situació econòmica ja fràgil, i va ser un factor clau en el desenvolupament de la Gran Depressió. En aquest punt, hi ha una forta controvèrsia entre economistes i historiadors sobre l'impacte que el Crac del 29 va tenir. Alguns pensen que les reaccions polítiques de control posterior, com ara els aranzels sobre importació, varen influir més que la mateixa caiguda de la borsa.

## Conseqüències
La Gran Depressió va iniciar-se a partir del crac borsari del 24 d'octubre de 1929 va significar la major recessió econòmica mundial de la història moderna, tant en profunditat com en duració. La manca de planificació del sistema capitalista feia consubstancial l'aparició de crisis cícliques: a una fase d'alça de preus, beneficis i producció, en succeïa una altra de depressió, amb caiguda dels preus i de la producció, que ocasionaven l'atur forçós. Al llarg del segle XIX aquestes crisis es van anar produint, però el 1929 la crisi va ser quelcom més que una frenada al sistema. L'impacte va ser tan profund que va arribar a canviar la situació econòmica mundial, que descansava en la confiança il·limitada en el capitalisme liberal. No hi ha consens sobre les causes, però la majoria dels autors coincideixen a afirmar que la crisi del 29 tingué els seus orígens en la sobreproducció de mercaderies i en la forta especulació de capitals que caracteritzaven l'economia mundial després de la Primera Guerra Mundial.
Des dels Estats Units es va estendre a la resta del món capitalista. La crisi provocà grans taxes de desocupació: Catorze milions de persones als Estats Units, sis a Alemanya i tres al Regne Unit. A Austràlia, la taxa de desocupació va ser fins i tot més gran que als Estats Units i al Regne Unit junts. S'estima que la cinquena part de la població britànica vivia per sota del llindar de pobresa a la meitat de la dècada de 1930.
L'elecció com a president de Franklin Delano Roosevelt i l'establiment del New Deal el 1932 marcà l'inici del final de la Gran Depressió als Estats Units. No obstant això, a Alemanya, la desaparició del finançament exterior, a principis de la dècada de 1930, i l'augment de les dificultats econòmiques, van propiciar l'aparició del nacional-socialisme i l'arribada al poder d'Adolf Hitler.

## Investigació oficial
El 1931, s'establia la Comissió Pecora per a estudiar les causes de la caiguda. Basat en part en els descobriments de la Comissió, el Congrés dels Estats Units aprovava lleis per a separar els bancs mercantils amb activitats centrades en la gestió de dipòsits i concessió de préstecs, i els bancs d'inversions el paper dels quals era emetre, assegurar, i distribuir accions, bons i altres béns financers.
Després de l'experiència del 1929, les borses de tot el món varen instituir mesures per a suspendre temporalment el comerç en cas de disminucions ràpides, per tal d'evitar les caigudes encadenades. El 19 d'octubre de 1987 va haver-hi una situació similar, fins i tot més aguda que el 1929. El Dilluns Negre de 1987, la caiguda de l'índex Dow Jones va ser d'un 22,6%.

## La Teoria del més ximple
Molt popular entre la població, però no totalment confirmada per la investigació empírica, la teoria del més ximple descriu les bombolles com dirigides pel comportament perennement optimista dels participants d'un mercat (els ximples) que compren actius sobrevalorats anticipant la seva venda a especuladors rapinyaires (els més ximples) a un preu més alt. Segons aquesta explicació no recolzada, les bombolles continuen mentre els ximples puguin trobar més ximples per a pagar per actius sobrevalorats. La bombolla acabarà només quan el més ximple es converteixi en el major ximple que paga el preu superior pel bé i no pot trobar un altre comprador que pagui per ell un preu encara més alt. Els mercats estan composts, segons aquesta teoria, per ximples que cerquen i troben algú encara més ximple en el mercat fins a trobar el més ximple de tots.
Una de les anècdotes del crac del 29 diu que l'inversor Joseph Patrick Kennedy, pare del futur president John Fitzgerald Kennedy, en ser aconsellat per un netejabotes sobre la compra d'accions va pensar correctament que un mercat que havia convertit els netejabotes en especuladors de valors estava sobreescalfat i va començar a descarregar frenèticament la seva cartera d'accions.